# Derion Kendrick
Derion Rayshawn Kendrick (Rock Hill, 24 agosto 2000) è un giocatore di football americano statunitense che milita nel ruolo di cornerback per i Los Angeles Rams della National Football League (NFL).

## Carriera

### Los Angeles Rams
Kendrick al college giocò a football a Clemson e a Georgia, vincendo il campionato NCAA con entrambi gli istituti: con Clemson nel 2018 e con Georgia nel 2021. Fu scelto nel corso del sesto giro (212º assoluto) nel Draft NFL 2022 dai Los Angeles Rams. Nella sua stagione da rookie disputò 15 partite, 6 delle quali come titolare, con 43 tackle e 4 passaggi deviati.